# Doggy Dogg World
"Doggy Dogg World" je pjesma američkog repera Snoop Doggy Dogga. Objavljena je kao treći singl s njegovog debitantskog albuma  Doggystyle 26. lipnja 1994. godine u izdanju diskografske kuće Death Row Records. To je prvo samo europsko izdanje s američkim spotom za televiziju. U pjesmi se pojavljuje funk sastav iz 1970-tih The Dramatics s gostujućim rep stofama od Kurupta i Daz Dillingera (Tha Dogg Pound), a pjevač refrena i pozadinski vokal je Nancy Fletcher. Sadrži isječak iz pjesme "Dimples" Fieldsa "If It Ain't One Thing, It's Another" s njegovog albuma Mr. Look So Good iz 1982. godine.

## Remiksevi
- Trance remiks nazvan Perfecto mix koje ge napravio Paul Oakenfold pojavio se na ponovnim izdanjima singla i na kompilacijskom albumu pod imenomThe Perfecto Album koji je objavljen 1995. godine.

## Top ljestvice
| Top ljestvica                 | Najviša pozicija |
| ----------------------------- | ---------------- |
| SAD Billboard Rhythmic Top 40 | 19               |

## Vanjske poveznice
- Murder Was the Case u internetskoj bazi filmova IMDb-a
- Rep isječci FAQ  Arhivirana inačica izvorne stranice od 3. ožujka 2016. (Wayback Machine)